# Sulejman II. Rumski
Sulejman II. (turško II. Süleyman Şah, perzijsko رکن الدین سلیمان شاه‎) je bil od leta 1196 do 1204 sultan seldžuškega Sultanata Rum, * neznano, † 1204.
Bil je sin sultana Kilič Arlana II. Leta 1196 je odstavil svojega brata Kejhusreva I. in sam postal rumski sultan.
Vojskoval se je z vladarji sosednjih dežav in razširil ozemlje sultanata. Leta 1201 je osvojil Erzurum in ga dal leta 1202 v fevd Mugitu al-Din Tugrulšahu. Uspešno se je vojskoval tudi z Bizantinci in bil popolnoma poražen v bitki z Gruzinci pri Basianu leta 1203.
Nasledil ga je sin Kilič Arslan III., ki je vladal od leta 1204 do 1205, ko je Kejhusrev I. zasedel Konyo in ga odstavil.